# Deutsch-Aserbaidschanisches Forum
Das Deutsch-Aserbaidschanische Forum e. V. (DAF) ist ein Lobbyverband mit Sitz in Berlin, der 1997 gegründet wurde und dem autokratischen Regime in Aserbaidschan nahesteht. Der Verein geriet im Zuge der Aserbaidschan-Affäre und damit verbundenen Korruptionsvorwürfe gegen eine Reihe von Politikern der CDU und CSU (von 2005 bis 2021 war die Union an der Regierung beteiligt und stellte mit Angela Merkel die Bundeskanzlerin) in die Schlagzeilen. Das DAF spielt in Deutschland eine zentrale Rolle, um das Ansehen der Autokratie Aserbaidschan durch Öffentlichkeitsarbeit aufzupolieren.
Lobbycontrol bezeichnete das DAF 2021 als ein „dubioses Aserbaidschan-Netzwerk“. Im Vorstand und im Kuratorium des DAF sitzen unter anderem aktive und ehemalige Bundestagsabgeordnete, Staatssekretäre und Funktionäre. Laut dem SPIEGEL pflegte das DAF zudem enge Kontakte zu der bis 2020 aus London agierenden Lobbyorganisation „The European Azerbaijan Society“ (TEAS). Die TEAS war in einen 2017 enthüllten von Aserbaidschan organisierten milliardenschweren Geldwäscheskandal verwickelt, in den zahlreiche europäische Politiker involviert waren.
Zusammen mit der aserbaidschanischen Botschaft in Berlin und dem als korrupt geltenden staatlichen Ölkonzern Aserbaidschans, SOCAR veranstaltet das DAF jährliche Symposien anlässlich des Massakers von Chodschali, die unter anderem den Bergkarabachkonflikt zum Thema haben und die aserbaidschanische Position propagieren. Wiederkehrende Teilnehmer an den Symposien waren unter anderem Mark Hauptmann (2013 bis 2021 CDU-Bundestagsabgeordneter) und Karin Strenz (von 2009 bis zu ihrem Tod 2021 CDU-Bundestagsabgeordnete). Gegen beide ermittelte die Generalstaatsanwaltschaft wegen ihrer Aktivitäten für Aserbaidschan.

## Mitglieder
Im Zuge der Aserbaidschan-Affäre wurde bekannt, dass Thomas Bareiß, von 2018 bis 2021 Parlamentarischer Staatssekretär beim Bundesminister für Wirtschaft und Energie, bereits 2007 als Mitglied im Kuratorium des Aliyev-nahen Lobbyforums saß, dies aber nicht öffentlich machte. Die Namen weiterer DAF-Mitglieder, darunter Gernot Erler (SPD), Christoph Stölzl (CDU), Klaus-Peter Schöppner und Rainer Lindner, wurden nach den Enthüllungen von der Website des Deutsch-Aserbaidschanischen-Forums gelöscht.
Weitere ehemalige Mitglieder des Lobbyvereins waren der frühere Bild-Chefredakteur Hans-Erich Bilges (Vorstand) und der CDU-Politiker Michael Fuchs (Kuratorium).
DAF-Geschäftsführer war bis mindestens 2015 der ehemalige Berliner Senatssprecher Michael-Andreas Butz (CDU), der zuvor bei der von Bilges, Hans-Dietrich Genscher und dem ehemaligen ZDF-Intendanten Dieter Stolte gegründeten Agentur Consultum Communications Lobbyarbeit für Aserbaidschan gemacht hat.
| Name                                                                         | Funktion                              |
| ---------------------------------------------------------------------------- | ------------------------------------- |
| Otto Hauser (CDU)                                                            | Vorstand, Ehrenvorsitzender           |
| Hanns-Eberhard Schleyer                                                      | Vorstandsvorsitzender                 |
| Helga Daub (FDP)                                                             | stellvertretende Vorstandsvorsitzende |
| August Hanning                                                               | Vorstand                              |
| Elmar Mamedov (SOCAR-Leiter Deutschland)                                     | Vorstand                              |
| Hans-Friedrich von Ploetz                                                    | Vorstand                              |
| Michael Glos (CSU)                                                           | Kuratorium                            |
| Johannes Kahrs (SPD)                                                         | Kuratorium                            |
| Hans-Dietrich Genscher (Ehrenvorsitzender bis zu seinem Tod)                 | Kuratorium                            |
| Eva-Maria Auch                                                               | Kuratorium                            |
| Udo Steinbach                                                                | Vorstand                              |
| Wilfried Fuhrmann                                                            | Vorstand                              |
| Bahattin Kaya (ehem. stellv. TGD-Bundesvorsitz und Schwager von Serap Güler) | Vorstand                              |
| Richard Kiessler                                                             | Vorstand                              |
| Reinhold Robbe (SPD)                                                         | Kuratorium                            |
| Günter Nooke (CDU)                                                           | Kuratorium                            |
| Michael Jansen (Staatssekretär)                                              | Kuratorium                            |
| Ulrich Bettermann                                                            | Kuratorium                            |
| Günter Verheugen (SPD)                                                       | Kuratorium                            |
| Berti Vogts, 2008–2014 Trainer der Fußballnationalmannschaft Aserbaidschans  | Kuratorium                            |
| Fritjof von Nordenskjöld                                                     | Kuratorium                            |
| Peter Tils                                                                   | Kuratorium/Gründungsmitglied          |
| Knut Teske                                                                   | Kuratorium                            |
| Tessen von Heydebreck                                                        | Kuratorium                            |